# Arizona Bowl 2018
Match précédent Match suivant
L'Arizona Bowl 2018 est un match de football américain de niveau universitaire joué après la saison régulière de 2018, le 29 décembre 2018 au Arizona Stadium de Tucson dans l'État d'Arizona aux États-Unis.
Il s'agit de la 4e édition de l'Arizona Bowl.
Le match met en présence l'équipe des Red Wolves d'Arkansas State issue de la Sun Belt Conference et l'équipe des Wolf Pack du Nevada issue de la Mountain West Conference.
Il débute à 11 h 15, heure locale et est retransmis à la télévision par ESPN.
Sponsorisé par la société Nova Home Loans, le match est officiellement dénommé le 2018 Nova Mortage Loans Bowl.
Nevada gagne le match sur le score de 16 à 13.

## Présentation du match
| Équipes                                                                                                 | Conférences | Entraîneurs         | Stats. saison rég. | Classements avant le bowl CFP-AP-Coaches |
| --- | ----------- | ------------------- | ------------------ | ---------------------------------------- |
| Red Wolves d'Arkansas State                                                                             | Sun Belt    | Blake Anderson (en) | 8 - 4              | NC                                       |
| Wolf Pack du Nevada                                                                                     | MWC         | Jay Norvell (en)    | 7 - 5              | NC                                       |
| Arbitre : Tom Stapleton (MAC) Équipe donnée favorite par les bookmakers : Arkansas State par 1½ points. |             |                     |                    |                                          |

Il s'agit de la 6e rencontre entre ces deux équipes, Nevada menant les statistiques avec 3 victoires contre 3 pour Arkansas State;
| Saison | Date              | Vainqueur      | Score   | Perdant        | Compétition                                                          |
| ------ | ----------------- | -------------- | ------- | -------------- | -------------------------------------------------------------------- |
| 1999   | 13 novembre 1999  | Arkansas State | 44 - 28 | Nevada         | Saison régulière en Arkansas                                         |
| 1996   | 16 novembre 1996  | Nevada         | 66 - 14 | Arkansas State | Saison régulière au Nevada                                           |
| 1994   | 10 septembre 1994 | Nevada         | 18 - 0  | Arkansas State | Saison régulière au Nevada                                           |
| 1993   | 20 novembre 1993  | Arkansas State | 23 - 21 | Nevada         | Saison régulière en Arkansas                                         |
| 1985   | 7 décembre 1985   | Nevada         | 24 - 23 | Arkansas State | NCAA Div I FCS, ¼ de finale des séries éliminatoires, joué au Nevada |

### Red Wolf d'Arkansas State
Avec un bilan global en saison régulière de 8 victoires et 4 défaites (5-3 en matchs de conférence), Arkansas State est éligible et accepte l'invitation pour participer à l'Arizona Bowl de 2018.
Ils terminent 2e de la West Division de la Sun Belt Conference derrière Louisiana.
À l'issue de la saison 2018, ils n'apparaissent pas dans les classements CFP, AP et Coaches.
Il s'agit de leur première apparition à l'Arizona Bowl.
| Postes      | Joueurs        | Statistiques                                                      |
| ----------- | -------------- | ----------------------------------------------------------------- |
| Quarterback | Justice Hansen | 260/388 passes réussies pour 3 172 yards, 27 TDs, 6 interceptions |
| Coureur     | Marcel Murray  | 137 courses pour 793 yards nets gagnés et 7 TDs                   |
| Receveur    | Kirck Merritt  | 75 réceptions pour 939 yards et 7 TDs                             |

### Wolf Pack du Nevada
Avec un bilan global en saison régulière de 7 victoires et 5 défaites (5-3 en matchs de conférence), Nevada est éligible et accepte l'invitation pour participer à l'Arizona Bowl de 2018.
Ils terminent 2e de la West Division de la Mountain West Conference derrière no 16 Fresno State.
À l'issue de la saison 2018, ils n'apparaissent pas dans les classements CFP, AP et Coaches.
Il s'agit de leur 2e participation à l'Arizona Bowl :
| Date             | Saison | Adversaire     | Score   | Résultat  |
| ---------------- | ------ | -------------- | ------- | --------- |
| 29 décembre 2015 | 2015   | Colorado State | 28 - 23 | V : 1 - 0 |

| Postes      | Joueurs       | Statistiques                                                       |
| ----------- | ------------- | ------------------------------------------------------------------ |
| Quarterback | Ty Gangi      | 250-409 passes réussies pour 3 131 yards, 23 TDs, 11 interceptions |
| Coureur     | Toa Taua      | 156 courses pour 816 yards nets gagnés et 6 TDs                    |
| Receveur    | McLain Mannix | 50 réceptions pour 875 yards et 7 TDs                              |

## Résumé du match
Début du match à 11 h 15, fin à 15 h 09 pour une durée totale de jeu de 3 h 54 min, températures de 6 °C, vent d'E-N-E de 2 km/h, ciel clair.
| QT            | Temps         | Drive         | Drive         | Drive         | Équipe        | Description de l'action                                                                              | Score | Score |
| ------------- | ------------- | ------------- | ------------- | ------------- | ------------- | --- | ----- | ----- |
| QT            | Temps         | Jeux          | Yards         | TDP           | Équipe        | Description de l'action                                                                              | ARST  | NEV   |
| 2             | 05:09         | 10            | 43            | 05:07         | NEV           | FG de 36 yards par K Ramiz Ahmed                                                                     | 0     | 3     |
| 2             | 03:08         | 6             | 75            | 02:01         | ARST          | TD à la suite d'une course de 2 yards par RB Marcel Murray + 1 point de conversion par K Blake Grupe | 7     | 3     |
| 4             | 01:06         | 10            | 74            | 02:39         | NEV           | TD à la suite d'une course de 1 yard par RB Devonte Lee + 1 point de conversion par K Ramiz Ahmed    | 7     | 10    |
| 4             | 00:00         | 8             | 61            | 01:06         | ARST          | FG de 32 yards par K Blake Grupe                                                                     | 10    | 10    |
| ET1           | -             | 6             | 18            | -             | ARST          | FG de 24 yards par K Blake Grupe                                                                     | 13    | 10    |
| ET1           | -             | 5             | 25            | -             | NEV           | TD de 11 yards de Reagan Roberson à la suite d'une réception de passe de Ty Gangi                    | 13    | 16    |
| Score final : | Score final : | Score final : | Score final : | Score final : | Score final : | Score final :                                                                                        | 13    | 16    |

## Statistiques
| Systèmes | Noms          | Équipes | Postes         |
| -------- | ------------- | ------- | -------------- |
| Attaque  | Ty Gangi      | QB      | Nevada         |
| Défense  | B. J. Edmonds | S       | Arkansas State |

| Statistiques                           | ARST                                                  | NEV                                                  |
| -------------------------------------- | ----------------------------------------------------- | ---------------------------------------------------- |
| 1er down                               | 25                                                    | 15                                                   |
| 1er down à la course                   | 9                                                     | 7                                                    |
| 1er down à la passe                    | 13                                                    | 7                                                    |
| 1er down suite pénalité                | 3                                                     | 1                                                    |
| Conversion de 3e down                  | 2/17                                                  | 3/16                                                 |
| Conversion de 4e down                  | 2/5                                                   | 1/3                                                  |
| Jeux–yards                             | 93 jeux pour 499 yards                                | 74 jeux pour 285 yards                               |
| Yards à la course                      | 47 courses pour 224 yards moyenne de 4,8 yards/course | 40 courses pour 85 yards moyenne de 2,1 yards/course |
| Yards à la passe                       | 275                                                   | 200                                                  |
| Passes : Réussies-Tentées-Interceptées | 26/46 passes complétées, 3 interceptions              | 18/34 passes complétées, 2 interceptions             |
| Réussite en zone rouge/chances         | 1/5                                                   | 3/4                                                  |
| TD                                     | 1                                                     | 2                                                    |
| Field Goals                            | 2/4                                                   | 1/1                                                  |
| Sacks (Nombre-Yards)                   | 3 pour 20 yards adverses perdus                       | 3 pour 20 yards adverses perdus                      |
| Fumbles (Nombre/Perdus)                | 1/0                                                   | 0/0                                                  |
| Pénalités (Nombre/Yards perdus)        | 4 pour 25 yards perdus                                | 6 pour 21 yards perdus                               |
| Temps de possession                    | 29:31                                                 | 31:29                                                |

| ARST | Quarterback       | Justice Hansen  | 26/46 passes complétées, 275 yards, 3 interception, 0 TD, 3 sacks subis  |
| ARST | Meilleur coureur  | Warren Wand     | 16 courses pour 140 yards nets gagnés, 0 TD, moyenne de 8,8 yards/course |
| ARST | Meilleur receveur | Omar Bayless    | 7 réceptions pour 129 yards gagnés, 0 TD                                 |
| ARST | Meilleur tackler  | Chambers, Tajhe | 9 tacles dont 8 en solo, 2 TFL (7 yards)                                 |
|      |                   |                 |                                                                          |
| NEV  | Quarterback       | Ty Gangi        | 18/34 passes complétées, 200 yards, 2 interception, 1 TD, 3 sacks subis  |
| NEV  | Meilleur coureur  | Toa Taua        | 22 courses pour 56 yards nets gagnés, 0 TD, moyenne de 2,5 yards/course  |
| NEV  | Meilleur receveur | Ben Putman      | 4 réceptions pour 114 yards gagnés, 0 TD                                 |
| NEV  | Meilleur tackler  | SEWELL, Gabe    | 7 tacles dont 6 en solo, 1½ TFL (1 yard)                                 |